# Ghatsbeostare
Ghatsbeostare (Gracula indica) är en fågel i familjen starar inom ordningen tättingar. Den förekommer endast i sydvästra Indien och södra Sri Lanka.

## Utseende
Ghatsbeostaren är en stor (23–25 cm) och svart stare med gula hudflikar på huvudet och vit handbasfläck. Den är mycket lik beostaren (G. religiosa) och behandlas ofta som underart till denna (se nedan), men är mindre med kortare vingar och mindre näbb. Olikt beostaren är den bara hudfläcken under ögat tydligt skilt från den i nacken. I Sri Lanka delar den utbredningsområde med ceylonbeostaren, men denna har grövre näbb med blått vid näbbroten, bar hudflik endast i nacken och ofta vit ögoniris.

## Utbredning och systematik
Fågeln återfinns i sydvästra Indien (Västra Ghats) och södra Sri Lanka. Tidigare betraktades den som en underart till beostare (G. religiosa) och vissa gör det fortfarande.

## Status och hot
Arten har ett stort utbredningsområde men tros minska i antal, dock inte tillräckligt kraftigt för att den ska betraktas som hotad. Internationella naturvårdsunionen IUCN kategoriserar därför arten som livskraftig (LC).